# Бобров, Сергей Рудольфович
Сергей Рудольфович Бобров (род, 6 сентября 1963 г., Москва, СССР) — артист балета, хореограф, балетмейстер, педагог, Заслуженный артист России (2007). 
Автор постановок, получивших 25 номинаций на самую престижную российскую театральную премию «Золотая Маска». Лауреат и член жюри конкурса «Золотая Маска».
Создатель Международного форума «Балет XXI век», в рамках которого проходит международный балетный конкурс «Гран При Сибири», а также Международного конкурса оперных певцов и режиссёров им. П.Словцова.
Награждён медалью «За труды в культуре и искусстве» (2022); лауреат Государственной премии Красноярского края имени М. С. Годенко в области хореографического искусства (2021), II премия IX Международного конкурса хореографов и артистов балета (Москва, 2001; II премия Международного конкурса им. Сержа Лифаря (Киев, 1994); I премия Межрегионального конкурса балетмейстеров и артистов балета (1991).
В 1981—2001 годах — солист балета Государственного академического Большого театра РФ.
С 2002 года — главный балетмейстер Красноярского государственного театра оперы и балета.
С 2006 по октябрь 2022 — художественный руководитель Красноярского государственного театра оперы и балета.
Инициатор ежегодного международного оперного фестиваля «Парад звезд в оперном» (Красноярск). Постоянный член жюри Международного конкурса молодых оперных режиссёров «Нано — Опера».
Параллельно с работой в Красноярске в 2014—2015 г. — главный балетмейстер Национального театра оперы и балета Болгарии (Варна). С октября 2022 г. — главный балетмейстер этого театра на постоянной основе.
Выдающийся хреограф, автор 12 оригинальных балетов и 6 опер, а также 4 самостоятельных интерпретаций классических балетов.
«Катарина, или дочь разбойника», созданная в соавторстве с заслуженной артисткой России Ю. Малхасянц, в 2023 г. была признана жюри конкурса «Золотая Маска» лучшим балетом года, удостоившись 10 номинаций и выиграв в трех.
Сергей Бобров — создатель оперы — буфф «Груди Терезия» на музыку Ф.Пуленка, получившей в 2020 году специальную награду Национпальной театральной премии «Золотая маска» «За новый взгляд на оперный жанр в новом театральном пространстве».
Постановки Сергея Боброва 15 лет составляли основу репертуара Красноярского государственного театра оперы и балета им. Д. Хворостовского, продолжая с успехом идти на его сцене.
Всего за два года в Национальном театре оперы и балета Болгарии (Варна) Сергей Бобров создал труппу мирового уровня, которая в 2023 году с триумфом показала в Париже его версию «Лебединого озера». Труппа по нескольку месяцев успешно гастролирует по Великобритании, а в 2024 великолепно воссоздала в Варне «Катарину, или дочь разбойника».
Постановки Сергея Боброва собирают полные залы во многих европейских странах, в США, Японии, на Кипре, на Тайване, в Латинской Америке.

## Биография
Родился в Москве в 1963 году. В 1981 году окончил Московское академическое хореографическое училище (класс Л. Т. Жданова). Сразу был принят в труппу Большого театра, где работал солистом до 2001 года, танцуя ведущие характерные партии.
Среди них Злой гений («Лебединое озеро» П.Чайковский), Конферансье («Золотой век» Д. Шостакович), оба балета — в версии Ю. Григоровича. А также Бирбанто («Корсар» А. Адан); Ганс («Жизель», А. Адан), Тореодор («Дон Кихот» Л. Минкус); Принц Лимон («Чиполлино» К. Хачатурян); Венгерский танец («Раймонда» А. Глазунов); Сальери («Моцарт и Сальери»); Дон Хуан («Любовью за любовь» Т. Хренников).
В 1993 году окончил балетмейстерский факультет Московского института хореографии (руководитель курса — народный артист СССР Юрий Григорович). Среди ранних постановок балетмейстера — «Электра» (1992, совместно с А. Меланьиным, труппа «Григорович — балет»), «Антигона» (1995), «Инфанта и шут» (1996, Сан Франциско, Международный фестиваль, посвященный 50 — летию ООН), многочисленные хореографические миниатюры.
Сотрудничество с Красноярским государственным театром оперы и балета Сергей Бобров начал с постановки балета «Царь — рыба» по произведением В. Астафьева (мировая премьера, 1999). Затем последовали «КонТУРданс» (2000), «Антигона» (2000) и «Щелкунчик» (2001).
С 2002 года Сергей Бобров являлся главным балетмейстером Красноярского государственного театра оперы и балета. Там он поставил такие заметные работы, как «Кармен» (2002), «Лебединое озеро» (2002), «Дон Кихот» и «Спящая красавица» (2003), «Баядерка» (2004), «Ромео и Джульетта» (2005), «Жизель» (2006), «Золушка» (2007), «Инфанта и шут» (2008), «Весна священная» (2010), «Гусарская баллада» (2011, совместно с Ю. Малхасянц), «Электра» (2012), «Лебединое озеро» (новая сценическая редакция, 2014), «Ханука» (2017).
Также среди его режиссёрских работ — сценические версии опер М. Мусоргского «Борис Годунов» и «Хованщина» (2007), перформанс — феерия «Lumen Magicus» (2008), опера «Пиковая дама» П. Чайковского (2009), опера — балет «Кармен» (2013), балет «Черный человек» по мотивам поэмы Сергея Есенина с участием солистов и хора (2022). Также Сергей Бобров — автор новой сценической редакции спектакля Б. А. Покровского «Садко» (2012), и куратор постановки оперы «Борис Годунов» в первой редакции М. Мусоргского (2014).
В 2019 году он инициировал в Красноярске проект современного искусства «Искусство в Квадрате», в рамках которого в 2020 г. вышла его опера — буфф Ф. Пуленка «Груди Терезия», отмеченная специальным призом жюри Национальной театральной премии «Золотая маска» «За новый взгляд в новом культурном пространстве». Сергей Бобров является также постановщиком первой русской фарс — оперы «Богатыри» А. Бородина.
В 2006 году балет «Ромео и Джульетта» С. Прокофьева в постановке Сергея Боброва был представлен на фестивале «Золотая Маска» в трех номинациях: «Лучшая работа хореографа — постановщика», «Лучший балетный спектакль», «Лучшая главная женская роль в балетном спектакле».
Настоящим открытием для зрителей и балетных професисоналов стало создание Сергеем Бобровым в 2021 г. балета на музыку Ц. Пуни «Катарина, или Дочь разбойника». Данный балет в середине XIX века шёл на всех известных европейских сценах, но потом на 130 лет исчез из репертуара. Он остался во всех книгах по истории балета, однако его хореография была полностью утеряна, а в музыкальной партитуре можно было опираться только на два скрипичных репетитора, найденных Сергеем Бобровым в архивах Большого театра.
Целый год работы команды энтузиастов под его руководством и артисты Красноярского государственного театра оперы и балета смогли приступить к репитициям. Результат этого балетного подвижнечества — 10 номинаций на Национальную театральную премию «Золотая Маска», в трех из них данных балет стал лауреатом, будучи признанным лучшим балетом 2023 г.
В 2024 Сергей Бобров воссоздал «Катарину, или дочь разбойника» в Национальном театре оперы и балета Болгарии (Варна), вернув его тем самым европейским сценам. Европейская премьера с труппой Национального театра оперы и балета Болгарии (Варна) прошла 19 июня 2024 г.

## Репертуар

### Государственный академический Большой театр РФ
1982 — Сальери, «Моцарт и Сальери», хореография В. Боккадоро
1984 — Дон Хуан, «Любовью за любовь» Т. Хренникова, хореография В. Боккадоро
1985 — Венгерский танец, «Раймонда» А. Глазунова, хореография Ю. Григоровича
1985 — Конферансье, «Золотой век» Д. Шостаковича, хореография Ю. Григоровича
1987 — Злой гений, «Лебединое озеро» П. Чайковского, хореография Ю. Григоровича
1991 — Ганс, «Жизель» А. Адана, хореография Ж. Коралли, Ж. Перро, редакция М. Петипа, хореограф Ю. Григорович
1994 — Бирбанто, «Корсар» А. Адана, хореография Ю. Григоровича
1994 — Тореодор, «Дон Кихот» Л. Минкуса, хореография М. Петипа
1996 — Принц Лимон, «Чиполлино» К. Хачатурян, хореография Ю. Григоровича
1999 — Поп, «Балда», Д. Шостаковича, хореография В. Васильева

### Красноярский государственный театр оперы и балета им. Д. Хворостовского
2012 — Северьян, «Каменный цветок» С. Прокофьева, хореография Ю. Григоровича
2021 — Дягилев, «Нижинский» С. Рахманинова, хореография М. Лавровского

## Постановки

### Красноярский государственный театр оперы и балета
1999 — балет «Царь рыба», П. Пороцкого, хореограф — постановщик
2000 — балет «Антигона», хореограф — постановщик
2001 — балет «Кармен» на музыку Ж. Бизе, хореограф — постановщик
2001 — балет «Щелкунчик», П. Чайковского, хореограф — постановщик
2002 — балет «Лебединое озеро», П. Чайковского, хореограф — постановщик
2003 — балет «Баядерка», Л. Минкуса, новая сценическая редакция
2003 — балет «Дон Кихот», Л. Минкуса, новая сценическая редакция
2003 — балет «Спящая красавица», С. Прокофьева, новая сценическая редакция
2005 — балет «Ромео и Джульетта», С. Прокофьева, хореограф — постановщик
2006 — балет «Жизель», А. Адана, новая сценическая редакция
2007 — балет «Золушка», С. Прокофьева, хореограф — поставновщик
2007 — оперный проект «Царская ложа», оперы «Борис Годунов» и «Хованщина» М. Мусоргского, автор проекта и режиссёр
2008 — балет «Щелкунчик: или сказка о твёрдом орехе», П. Чайковского, хореограф — постановщик
2009 — опера «Пиковая дама», П. Чайковского, режиссёр — постановщик и хореограф
2011 — балет «Гусарская баллада», Т. Хренникова, в соавторстве с заслуженной артисткой России Ю. Малхасянц, хореограф — постановщик
2011 — концерт — бал «Штраус Гала», автор проекта
2012 — балет «Весна священная», И. Стравинского, хореограф — постановщик
2012 — опера «Садко», Н. Римского — Корсакого, новая сценическая редакция спектакля Б. Покровского
2012 — балет «Электра», Р. Штрауса, хореограф — постановщик
2013 — оперно — балетная постановка «Кармен» на музыку Ж. Бизе, хореограф — постановщик
2014 — балет «Лебединое озеро», П. Чайковского (первая версия самого композитора), хореограф — постановщик, художник — постановщик
2015 — балет «Жизель», А. Адана, новая сценическая редакция, художник — постановщик
2015 — хореографическая сюита «Снегурочка» на музыку П. Чайковского, соавтор хореографа М. Перетокина, сценическая редакция, художник по костюмам
2016 — опера «Кавказский пленник», Ц. Куи, новая сценическая редакция и хореография
2017 — балет «Золушка», С. Прокофьева, хореограф — постановщик
2017 — театральный проект «Отчалившая Русь», автор идеи и художественный руководитель
2017 — балет «Ханука», режиссёр — постановщик
2018 — балет «Весна священная», И. Стравинского, хореограф — постановщик, художник -постановщик
2018 — гала «Сибирью связанные судьбы», автор идеи
2019 — опера «Груди Терезия», Ф. Пуленка, режиссёр — постановщик
2019 — опера «Ермак», А. Чайковского, режиссёр по хореографии
2019 — «Хворостовский, Возвращение домой», А. Сюмака, режиссёр — постановщик
2020 — опера «Богатыри», А. Бородина, режиссёр — постановщик
2020 — балет «Ленинградская симфония» (Lamento/«Плач») на музыку Д. Шостаковича, В. А. Моцарта, А. Сюмака, режиссёр — постановщик
2021 — «Катарина, или дочь разбойника», Ц. Пуни в редакции П. Поспелова, хореограф — постановщик в соавторстве с заслуженной артисткой России Ю. Малхасянц
2022 — балет «Чёрный человек», О. Проститова, режиссёр — постановщик

### Софийская национальная опера
2013 — балет «Электра», Р. Штрауса, хореограф — постановщик
2013 — балет «Антигона», М. Пекарского, хореограф — постановщик

### Челябинский государственный академический театр оперы и балета
2001 — балет «Лебединое озеро», П. Чайковского, хореограф — постановщик
2002 — балет «Щелкунчик», П. Чайковского, хореограф — постановщик
2024 — балет «Гусарская баллада», Т. Хренникова, хореограф — постановщик

### Национальный театр оперы и балета Болгарии (Варна)
2014 — балет «Кармен» на музыку Ж. Бизе, хореограф — постановщик
2022 — балет «Щелкунчик», П. Чайковского, хореограф — постановщик
2022 — балет «Лебединое озеро», П. Чайковского (первая версия самого композитора), хореограф — постановщик, художник — постановщик
2022 — балет «Жизель», А. Адана, новая сценическая редакция
2023 — балет «Спящая красавица», С. Прокофьева, хореограф — постановщик
2023 — балет «Ромео и Джульетта», С. Прокофьева, хореограф — постановщик
2023 — балет «Ханука», режиссёр — постановщик
2024 — балет «Катарина, или Дочь разбойника», Ц. Пуни, хореограф — постановщик

## Признание

### Почетные звания, премии, награды и номинации
1991 — I премия Межрегионального конкурса балетмейстеров и артистов балета
1994 — II премия Международного конкурса им. Сержа Лифаря (Киев)
2001 — II премия IX Международного конкурса хореографов и артистов балета (Москва)
2005 — Почетная грамота от губернатора Красноярского края Александра Хлопонина «За добросовестный труд и большой личный вклад в развитие культуры Красноярского края»
2006 — номинант Российской национальной театральной премии «Золотая Маска» за балет «Ромео и Джульетта» в двух номинациях: «Лучший спектакль» и «Лучшая работа хореографа»
2007 — Заслуженный артист Российской Федерации (20 августа 2007 года) — за заслуги в области искусства
2013 — Почетная грамота от губернатора Красноярского края Льва Кузнецова «За многолетний добросовестный труд и большой личный вклад в развитие культуры Красноярского края»
2015 — лауреат Красноярского краевого фестиваля «Театральная весна» в номинациях «Лучшая премьера сезона в музыкальном театре», и «Лучшая работа балетмейстера — постановщика»
2016 — Почетная грамота от губернатора Красноярского края Виктора Толоконского «За большой личный вклад в развитие культуры Красноярского края»
2019 — член жюри Российской национальной театральной премии «Золотая Маска»
2020 — лауреат Красноярского краевого фестиваля «Театральная весна» в Красноярском крае, Категория: лучшая работа режиссёра в спектакле музыкального театра за оперу «Груди Терезия» Ф. Пуленка.
2020 — обладатель Специальной премии жюри музыкального театра «За новый взгляд на оперный жанр в новом театральном пространстве» за постановку оперы Ф. Пуленка «Груди Терезия» (Национальный театральный фестиваль «Золотая Маска»)
2020 — номинант Российской национальной театральной премии «Золотая Маска» в номинации «Лучшая работа режиссера» в опере «Груди Терезия» (Красноярский государственный театр оперы и балета имени Д. А. Хворостовского)
2019 — Почетная грамота от губернатора Красноярского края Александра Усса «За многолетний добросовестный труд и большой личный вклад в развитие культуры Красноярского края»
2021 — лауреат Государственной премии Красноярского края имени М. С. Годенко в области хореографического искусства
2022 — номинант Национальной театральной премии «Золотая Маска» за режиссёрскую работу в спектакле «Богатыри»
2022 — номинант Российской национальной театральной премии «Золотая Маска» за балет «Ленинградская симфония» (Lamento/«Плач») в котегории «Лучший спектакль»
2023 — лауреат Российской национальной театральной премии «Золотая Маска» в категории Лучший балетный спектакль за балет «Катарина, или Дочь разбойника», Ц. Пуни
2022 — Медаль «За труды в культуре и искусстве» (5 сентября 2022 года) — за большой вклад в развитие отечественной культуры и искусства, многолетнюю плодотворную деятельность

### Деятели культуры о С. Р. Боброве
Юрий Григорович, Народный артист СССР: «Я горжусь своим учеником и очень доволен работой в Красноярске. У Сергея Боброва — очень крепкая и слаженная труппа, в отличной рабочей форме. И мужской ансамбль в ней не уступает женскому. Не говоря уж о том, что здесь всегда есть два состава главных исполнителей. Для некоторых театров это — недостижимая роскошь».
Михаил Лавровский, Народный артист СССР, художественный руководитель Московской государственной академии хореографии: «Сергей Бобров — очень талантливый, мыслящий и понимающий современность человек. У него есть свой взгляд, и он обладает всеми необходимыми качествами и как танцовщик, и как постановщик. В его лице Красноярский театр имеет сильного руководителя с большим творческим потенциалом. Сергей все время находися в движении, смело идёт вперёд».
Марина Леонова, Народная артистка России, ректор Московской государственной академии хореографии: «Вместе с Сергеем мы работали в Большом театре в его „золотой век“, когда художественным руководителем балета Большого был Юрий Николаевич Григорович, и это оставило неизгладимый след в нашей жизни. Бобров — замечательный исполнитель характерных, игровых, актёрских партий. Он танцевал в труппе Большого, впитывал, запоминая на всю жизнь уроки педагогов. И этот, ни с чем не сравнимый опыт в совокупности с талантом сформировал Сергея как безусловного лидера… Он прекрасно работает как руководитель театра, где кипит жизнь, и очень творческая атмосфера».
Дмитрий Бертман, Народный артист России, художественный руководитель театра «Геликон»: «Художественый руководитель Красноярского театра оперы и балета Сергей Бобров — удивительный человек. Солист Большого театра, замечательный хореограф, уже имея имя, положение, международную известность, оставил московский комфорт и уехал в Сибирь. И теперь театр, которым он руководит — один из самых больших и известных театров оперы и балета в России. За годы своей работы он приумножил балетную труппу, создал целую галерею спектаклей, успешно попробовал себя и в оперной режиссуре».
Елена Образцова, Народная артистка СССР: «В красноярском театре — хорошая творческая атмосфера. Уверена, что это идёт от руководства — во главе творческого коллектива стоит талантливый руководитель Сергей Бобров, он же режиссёр „Пиковой дамы“ — спектакля динамичного и неожиданного в своем постановочном решении».
Марк Перетокин, Заслуженный артист России: «Я бесконечно благодарен художественному руководителю Красноярского театра оперы и балета Сергею Боброву за приглашение работать с ним и артистами Красноярского балета — молодыми, чуткими, целеустремленными, творческими, живущими верой в чудо театра. Я уже пять лет здесь, и эти годы пролетели, как мгновения, мгновения настоящего творчества, сродни тому, что я испытывал в Большом театре, работая в команде Юрпия Григоровича».

## Отрывки из постановок

### Публикации о С. Р. Боброве и интервью с ним
Журнал «Лица Сибири», октябрь 2004
Интервью «Московская экспансия Сергея Боброва»
https://krasopera.ru/press/interview/moskovskaya_ekspansiya_sergeya_bobrova_intervyu_s_sergeem_bobrovym.htm
Интернет — портал «KRSK Daily», «Красноярск Daily», ноябрь 2011
Интервью «Нам есть что покащать городу и миру»
https://krskdaily.ru/2011/11/theatre/bobrov_balet
Интернет — портал «Sibnovosti.ru», ноябрь 2011
Интервью «Всё измеряется мерой таланта»
https://sibnovosti.ru/blogs/172331/
«Музыкальный журнал», октябрь 2013
Интервью «Всегда надо стремиться к высшей планке»
Интернет — портал «Красноярск Daily», октябрь 2014
Интервью Сергей Бобров: «Мне хочется воспроизвести логику композитора»
https://krasopera.ru/press/interview/sergey-bobrov-mne-khochetsya-vosproizvesti-logiku-kompozitora.htm
Интернет — портал «BELCANTO.ru», январь 2015
Интервью «Лебеди — феи у Чайковского — это символ свободы»
https://www.belcanto.ru/15013002.html
Болгарское радио, Радио Велико Търново, август 2016
Интервью
https://operavarna.com/index.php/bg/home-bg/62-news/drugite-za-nas/1396-sergei-bobrov-baletat-i-operata-sa-moiat-jivot
Журнал «Русский мир», март 2017
Статья «Что задумал Чайковский»
https://m.rusmir.media/2014/10/01/balet
Канал «Культура», ноябрь 2021, программа «Главная роль»
Интервью
Телекомпания «Енисей», сентябрь 2021
Интервью
Интернет — журнал «Балет», ноябрь 2021
Премьера балета «Катарина, или дочь разбойника» в Красноярске. Фоторепортаж и интервью с создателями спектакля
https://balletmagazine.ru/post/premera-baleta-katarina
Газета «Коммерсант», ноябрь 2021
Статья — рецензия «Разведка разбоем»
https://www.kommersant.ru/doc/5088157
Газета «Коммерсант», март 2023
Статья — рецензия «Девушка с ружём»
https://www.kommersant.ru/doc/5888532
Французский Интернет — журнал о балете «Les Balletonautes», июнь 2023
Статья — рецензия «В поисках потерянного Озера Чайковского»
https://lesballetonautes.com/2023/06/28/ballet-de-lopera-national-varna-a-la-recherche-du-lac-perdu-de-tchaikovski/
Интернет — журнал «Европейский диалог», июнь 2023
Статья Неисчерпаемое «Лебединое озеро»
https://www.e-dialog.info/ru/kulturada/neischerpaemoe-lebedinoe-ozero
https://www.e-dialog.info/fr/culture/opera-varna - перевод на французский язык
Французский Интернет — журнал о балете «Les Balletonautes», июнь 2024
Статья — рецензия: «В Варне: „Катарина, или Дочь бандита“ Романтическая героиня сегод-ня»
https://lesballetonautes.com/2024/06/28/a-varna-catarina-ou-la-fille-du-bandit-une-heroine-romantique-pour-aujourdhui/
Интернет — журнал «Европейский диалог», июнь 2024
Статья «Катарина, или Дочь разбойника» завоёвывает Европу
https://www.e-dialog.info/ru/kulturada/katarina-ili-doch-razbojnika-zavoevyvaet-evropu
https://www.e-dialog.info/fr/culture/katarina-ou-la-fille-du-voleur-conquiert-l-europe - перевод на французский язык